# آيت يعزم 2 (آيت يعزم)
آيت يعزم 2 هي إحدى مشيخات المملكة المغربية، تتبع جغرافيا لإقليم الحاجب وإداريًا لآيت يعزم. يقدر عدد سكانها بـ 7516 نسمة حسب الإحصاء الرسمي للسكان والسكنى لسنة 2004.